# Joël Flateau
Joël Flateau (Parigi, 28 dicembre 1950) è un attore e tastierista francese.

## Biografia
È diventato famoso a livello internazionale nel 1958, a soli otto anni, grazie al film Senza famiglia. Terminata la sua carriera di attore bambino entra a far parte della band M.A.P.O, gruppo musicale capitanato da Marino Maillard.
Con i M.A.P.O fa diverse tournée in Europa; il gruppo musicale lavora anche a fianco di Rod Stewart e apre il suo concerto di Losanna.
In Italia hanno collaborato con Mariella Nava ed altri artisti di fama nazionale. Verso la fine della loro carriera si trasferiscono in Sardegna dove anche qui svolgono diversi spettacoli.

## Filmografia
- Senza famiglia (1958)
- La strada della violenza (1958)
- La caméra explore le temps (serie TV, 1959)
- Dinamite e simpatia (1959)
- Le théâtre de la jeunesse (serie TV, 1960-1963)
- Fanny (1961)
- Un bon petit diable (serie TV, 1961)
- I vincitori (1963)